# Kefissos
Kefissos (grekiska: Κήφισσος, Kifissós) är en flod i Attika i Grekland.
Kefissos bildas av två tillflöden från bergen Pentelikon och Parnes och flyter omkring två kilometer väster om centrala Aten för att mynna ut i Saroniska bukten i Egeiska havet öster om Pireus.